# Rábcakapi
Rábcakapi (horvátul: Kuopje, németül: Rabnitzhof) község Győr-Moson-Sopron vármegyében, a Csornai járásban.

## Fekvése
Magyarország északnyugati részén, Csornától 13 kilométerre helyezkedik el. A szomszéd települések: kelet felől Tárnokréti, dél felől Cakóháza, délkelet felől pedig Bősárkány. Észak felől több kilométeren át jánossomorjai, egy jóval rövidebb szakaszon pedig lébényi külterületekkel határos.

### Megközelítése
Csak közúton közelíthető meg, legegyszerűbben a 85-ös vagy a 86-os főutak, illetve az M85-ös autóút felől. A 85-ösről, illetve az M85-ösről Kónynál kell letérni a 8509-es útra, a 86-osról pedig szintén ugyanerre az útra, Bősárkánynál. Lébény felől a település a 8528-as úton érhető el.
A legközelebbi vasúti csatlakozási lehetőség a Hegyeshalom–Porpác-vasútvonal Bősárkány vasútállomása, bő 4,5 kilométerre délnyugatra.

## Közélete

### Polgármesterei
- 1990–1994: D. Szabó Gyula (független)[5]
- 1994–1998: Dr. Lakatos Tibor (független)[6]
- 1998–2002: Dr. Lakatos Tibor (független)[7]
- 2002–2006: Németh Ottó (független)[8]
- 2006–2010: Németh Ottó (független)[9]
- 2010–2014: Németh Ottó (független)[10]
- 2014–2016: Németh Ottó (független)[11]
- 2016–2019: Dr. Lakatos Tiborné (független)[12]
- 2019–2024: Szabó Ágnes (független)[13]
- 2024– : Szabó Ágnes (független)[1]

A településen 2016. október 2-án időközi polgármester-választást tartottak, az előző polgármester halála miatt.

## Népesség
A település népességének változása:
| Lakosok száma | 164  | 162  | 160  | 136  | 186  | 170  | 165  |
|               | 2013 | 2014 | 2015 | 2021 | 2022 | 2023 | 2024 |

A 2011-es népszámlálás során a lakosok 98,2%-a magyarnak, 1,2% németnek, 0,6% örménynek mondta magát (0,6% nem nyilatkozott; a kettős identitások miatt a végösszeg nagyobb lehet 100%-nál). A vallási megoszlás a következő volt: római katolikus 25,2%, református 1,2%, evangélikus 60,7%, felekezeten kívüli 9,2% (3,7% nem nyilatkozott).
2022-ben a lakosság 89,8%-a vallotta magát magyarnak, 2,2% szlováknak, 1,1% románnak, 0,5-0,5% németnek, ruszinnak, cigánynak és ukránnak (9,7% nem nyilatkozott; a kettős identitások miatt a végösszeg nagyobb lehet 100%-nál). Vallásuk szerint 37,1% volt evangélikus, 18,3% római katolikus, 3,8% református, 12,9% felekezeten kívüli (28% nem válaszolt).

## Látnivalók
A Fő utca 67. szám alatt található a Kisalföld legrégebbi háza, mely a 18. század második felében épült. 2009-ben a község fennállásának 800. évfordulójára gazdái szépen felújították és a lakórészben egy tóközi tájházat rendeztek be.
Az óvoda melletti telken, szintén a Fő utcán kapott helyet a település 800 éves fennállása alkalmából egy emlékkő. Vésete a falu címere, valamint a Magyar Királyság térképében a jelenlegi Magyarország határai és a falut jelző pont. Az emlékmű feliratai: Rendületlenül, valamint Terra Capi 1209 – 800 – 2009 Rábcakapi.